# Bahnhof Alfter-Witterschlick
Der Bahnhof Alfter-Witterschlick ist ein Bahnhof der Voreifelbahn in dem Ortsteil Witterschlick der Gemeinde Alfter im nordrhein-westfälischen Rhein-Sieg-Kreis. Bis zum 13. Dezember 2014 hieß er Witterschlick.
Im Bahnhofsbereich besteht eine Längsneigung der Gleise von circa 12 ‰. Daher war zunächst ein Halt an dieser Stelle nicht vorgesehen, da die Dampfzüge bei Gründung des Bahnhöfe dieser Steigung nur schwer wieder anfahren konnten.

## Geschichte
Die Anlage mit zwei Bahnsteigen wurde auf Grund des persönlichen Einsatzes des Witterschlicker Schuldirektors Esser 1903 erbaut. Seit 2004 ist das Bahnhofsgebäude in Privatbesitz und wird als Wohngebäude genutzt.
Zu den Hauptverkehrszeiten verkehrt die S-Bahnlinie S 23 zwischen Bonn und Rheinbach im Viertelstundentakt, sonst zwischen Bonn und Euskirchen im Halbstundentakt bzw. Stundentakt: Stündlich weiter ab Euskirchen bis nach Bad Münstereifel als RB 23.
| Linie | Verlauf | Takt                                      |
| ----- | --- | ----------------------------------------- |
| S 23  | Bonn Hbf – Bonn-Endenich Nord – Bonn Helmholtzstraße – Bonn-Duisdorf – Alfter-Impekoven – Alfter-Witterschlick – (Meckenheim Kottenforst –)* Meckenheim Industriepark – Meckenheim (Bz Köln) – Rheinbach Römerkanal – Rheinbach – Swisttal-Odendorf – Euskirchen-Kuchenheim – Euskirchen ab Euskirchen stündlich Anschluss auf SEV der RB 23 bis Bad Münstereifel; * Züge halten in Kottenforst nur stündlich und nur am Wochenende sowie an Feiertagen bei Bedarf Stand: Fahrplanwechsel Dezember 2023 | 15 min (Bonn–Rheinbach in der HVZ) 30 min |

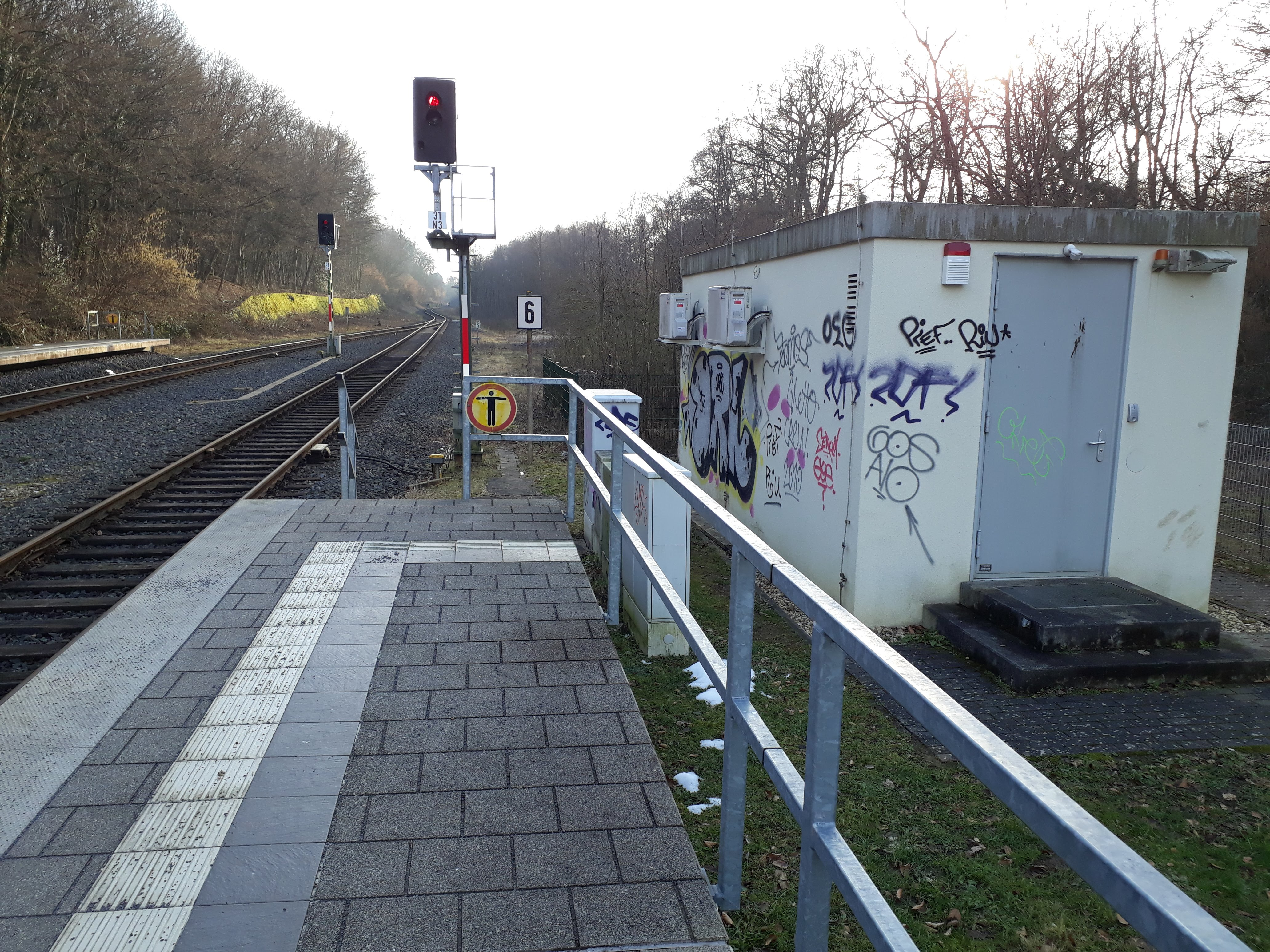
Blick vom Bahnsteig Richtung Kottenforst. Rechts das ESTW-D, links die 1950 beschädigte Stützwand

1950 kam es zu einer Hangrutschung, in dessen Folge eine Stützwand beschädigt wurde und in die Gleise ragte. Dadurch war das Gleis 1 nicht mehr befahrbar. Die marode Stützwand wird seitdem in einem Bogen umfahren. Es ist nicht geplant, die Stützwand zu erneuern und damit die Trassierung zu optimieren bzw. zweigleisig auszubauen. Als Grund hierfür werden zu hohe Kosten genannt. Derzeit befindet sich der Hang in einem stabilen Zustand.
2001 wurden die Gebäude unter Denkmalschutz gestellt.
2002 wurden die Bahnsteige grundlegend umgebaut. Der Inselbahnsteig wurde entfernt und zwei neue Außenbahnsteige in Modulbauweise errichtet. Der Umbau war Anfang September 2002 abgeschlossen. Außerdem wurden die zum Tonschuppen führenden, bereits längere Zeit stillgelegten Anschlussgleise entfernt.

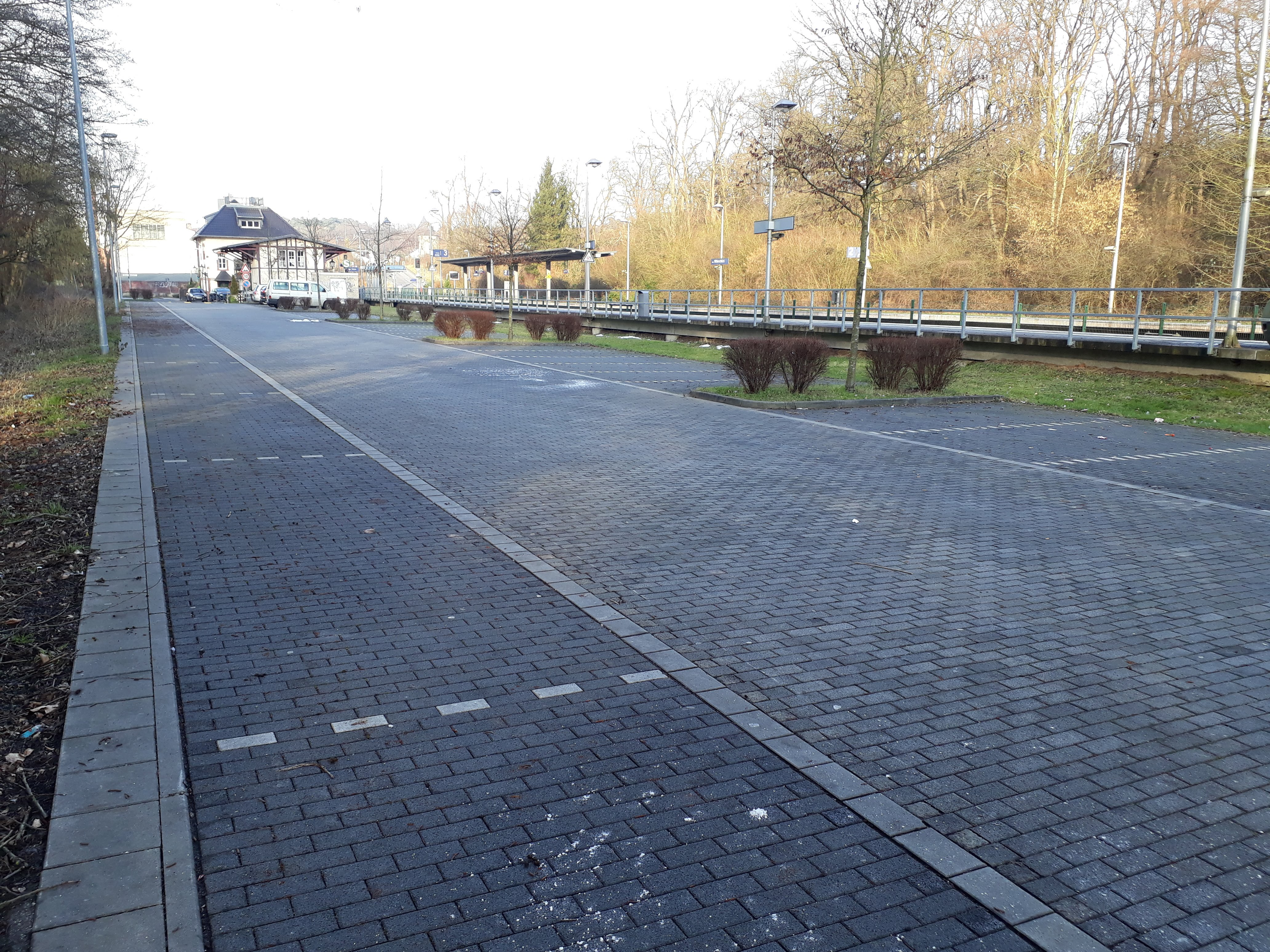
P+R-Parkplatz

Im Jahr 2011 wurden das mechanische Stellwerk und die Formsignale stillgelegt und ein elektronisches Stellwerk in Betrieb genommen. Das zugehörige Modulgebäude steht am Ende des P&R-Platzes. Die Steuerung erfolgt aus Euskirchen. Die zwei vorhandenen Bahnübergänge Servaisstraße und Duisdorfer Straße wurde dabei umgerüstet und von Vollabschluss auf Halbschranken umgestellt.
2014 wurde die Weiche 20 Richtung Euskirchen um 21 Meter Richtung Kottenforst verschoben, sodass die Signale und der Halteplatz ebenfalls um 12 Meter Richtung Kottenforst verschoben werden konnten. Dies war nötig, um eine Bahnsteignutzlänge von 165 Metern sicherzustellen, wobei die Ausschaltschleife des Bahnübergangs Servaisstraße auch durch lange Züge frei gefahren werden sollte.

## Nutzung

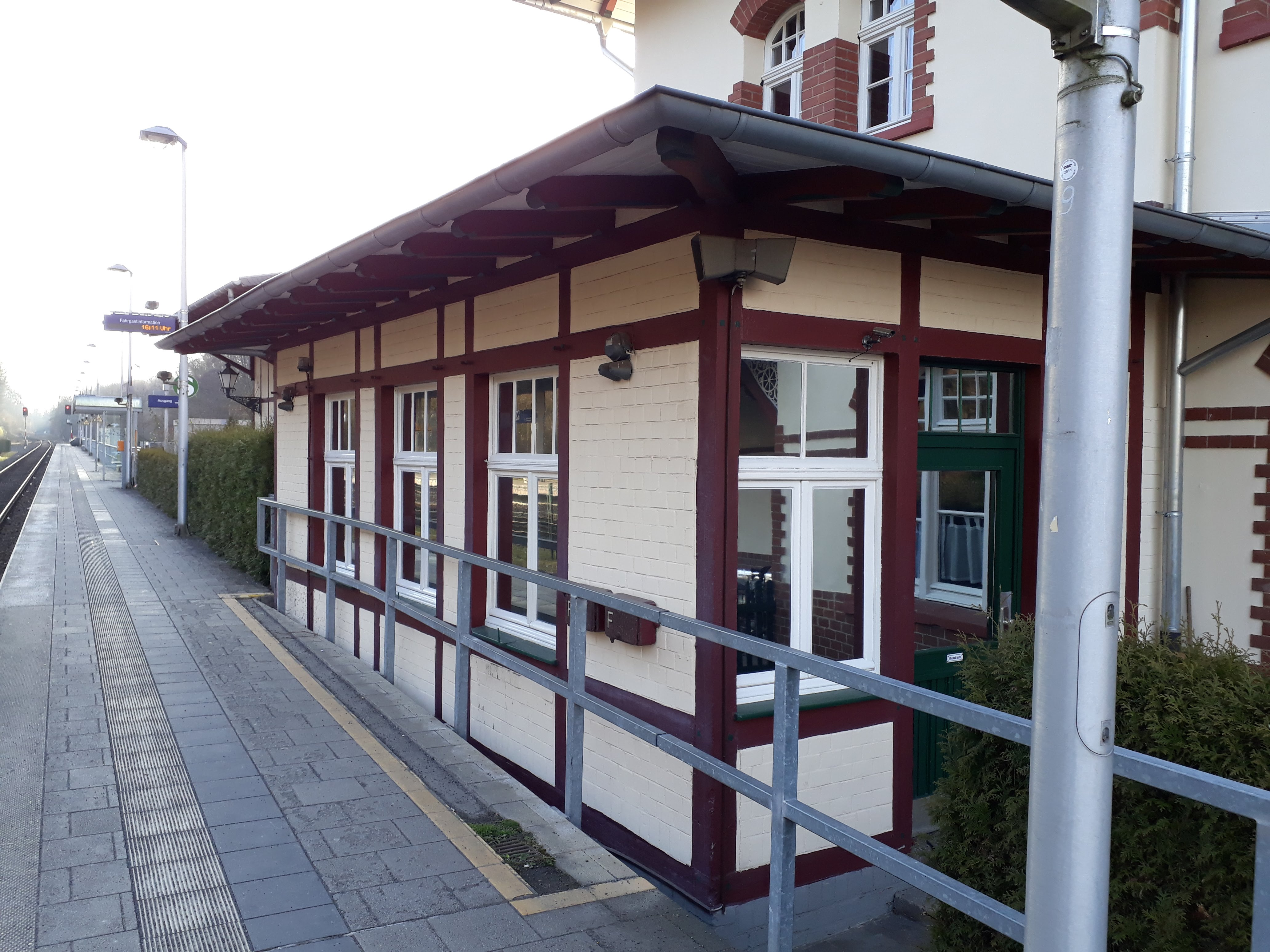
Altes Stellwerk, heute Museum

Nebengebäude des Bahnhofs wurden renoviert und umgewidmet. Die historische Güterhalle fungiert zeitweilig als Spielstätte kleinerer Theateraufführungen; aber auch als Außenstelle des Standesamtes der Stadt Alfter. Die Möglichkeit, in einem Bahnhof mit laufendem Bahnbetrieb zu heiraten, dürfte einzigartig in Deutschland sein.
Im alten Stellwerk wurde 2013 ein Museum eröffnet.